# Klášter Hautecombe
Klášter Hautecombe (francouzsky Abbaye d'Hautecombe) leží na západním pobřeží francouzského jezera Lac du Bourget poblíž obce Saint-Pierre-de-Curtille v departementu Savojsko. Od počátku byl nekropolí savojských hrabat, knížat a sardinských králů. V novogotickém areálu opatství se v současnosti provozují mše doprovázené gregoriánským chorálem.

## Historie a současnost

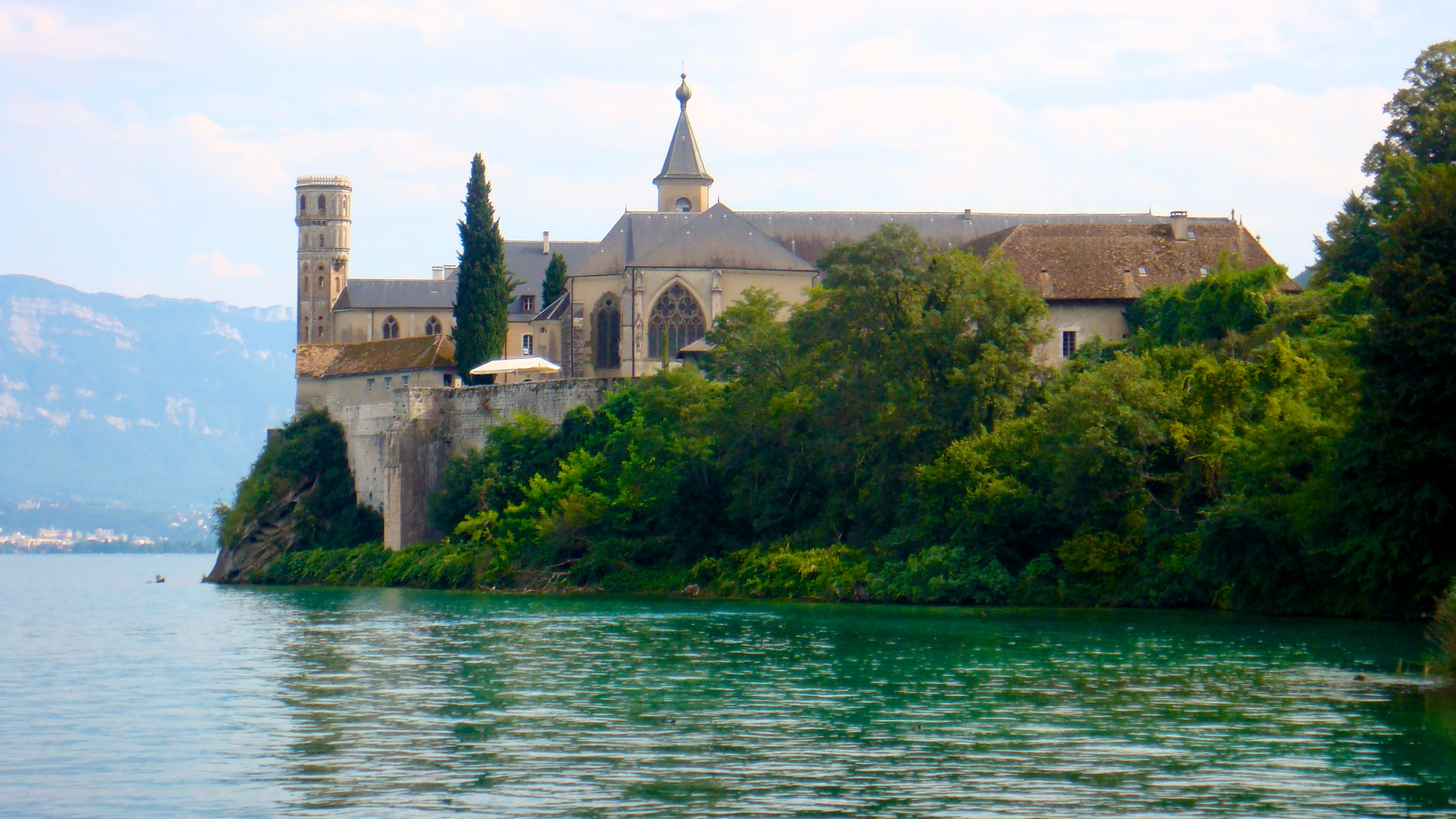
Klášter Hautecombe, celkový pohled

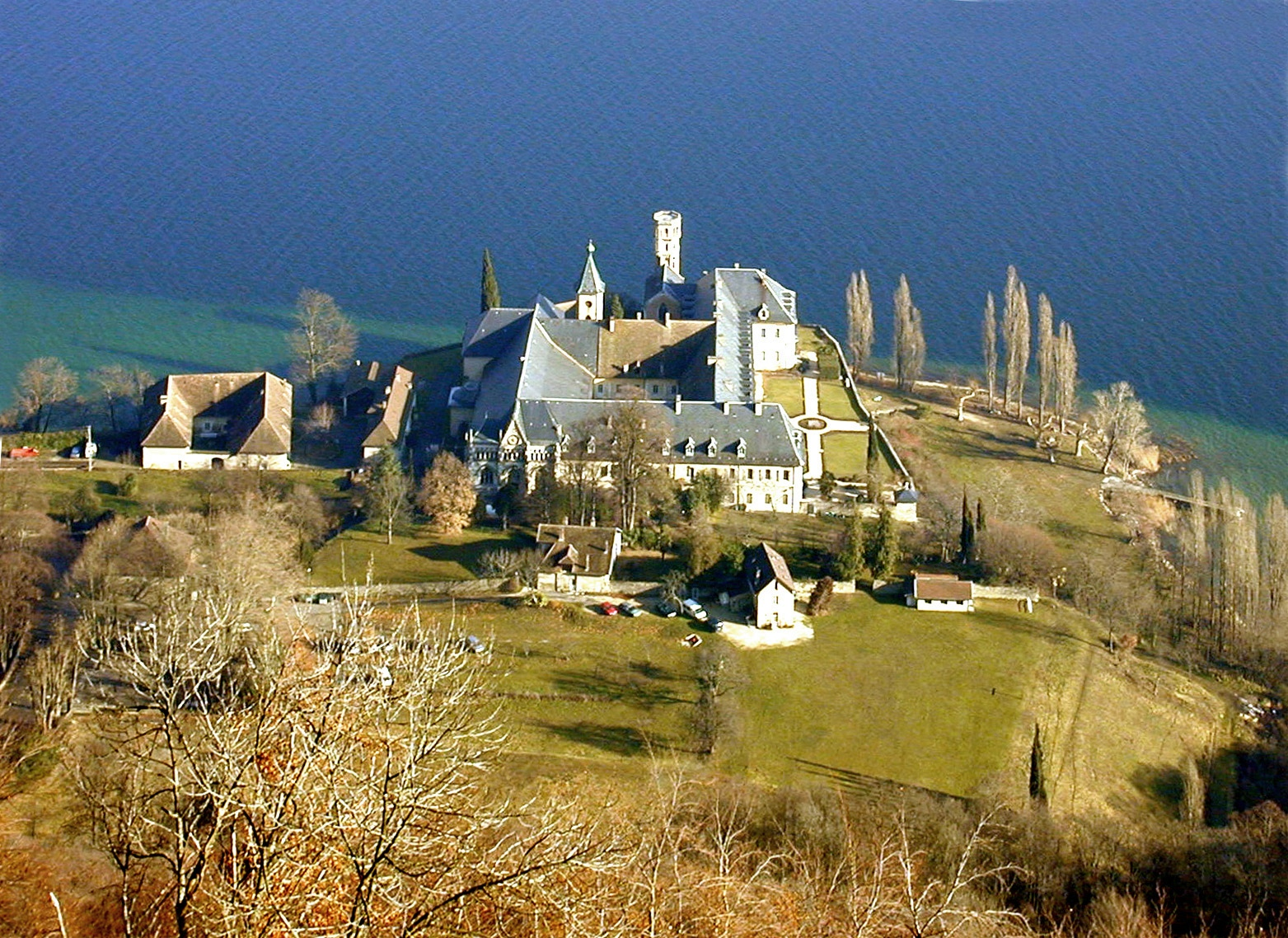
Klášter Hautecombe z ptačí perspektivy

Klášter byl založen roku 1125 hrabětem Amadeem III. a byl osazen cisterciáckými mnichy z Clairvaux. V následujících letech vyslal klášter nové konventy k osazení nových klášterů do Itálie a Řecka.
Za francouzské revoluce byli mniši nuceni značně poničené opatství opustit, klášter byl znovuobnoven roku 1826. Karel-Felix Savojský svěřil restaurování kostela piemontskému architektovi Ernestu Melanovi. Uplatnil zde při úpravě sloh neogotický z období trubadúrů, překvapující svým nadbytkem, bujností a nestřídmostí, ale zato velmi reprezentativní.
V době nacistické okupace Polska v klášteře pobýval arcibiskup hnězdenský a primas August Hlond a polský kardinál Boleslaw Filipiak.
Od roku 1922 do roku 1992 v klášteře sídlili benediktini. Roku 1992 se, příliš rušení návštěvami přibližně 150 000 turistů ročně, odstěhovali do kláštera Ganagobie v Haute-Provence. Dnes areál opatství provozuje Communauté du Chemin Neuf, komunita, která se inspiruje spiritualitou svatého Ignáce z Loyoly.